# Zatoczek moczarowy
Zatoczek moczarowy (Anisus spirorbis) – gatunek ślimaka wodnego z rodziny zatoczkowatych (Planorbidae).

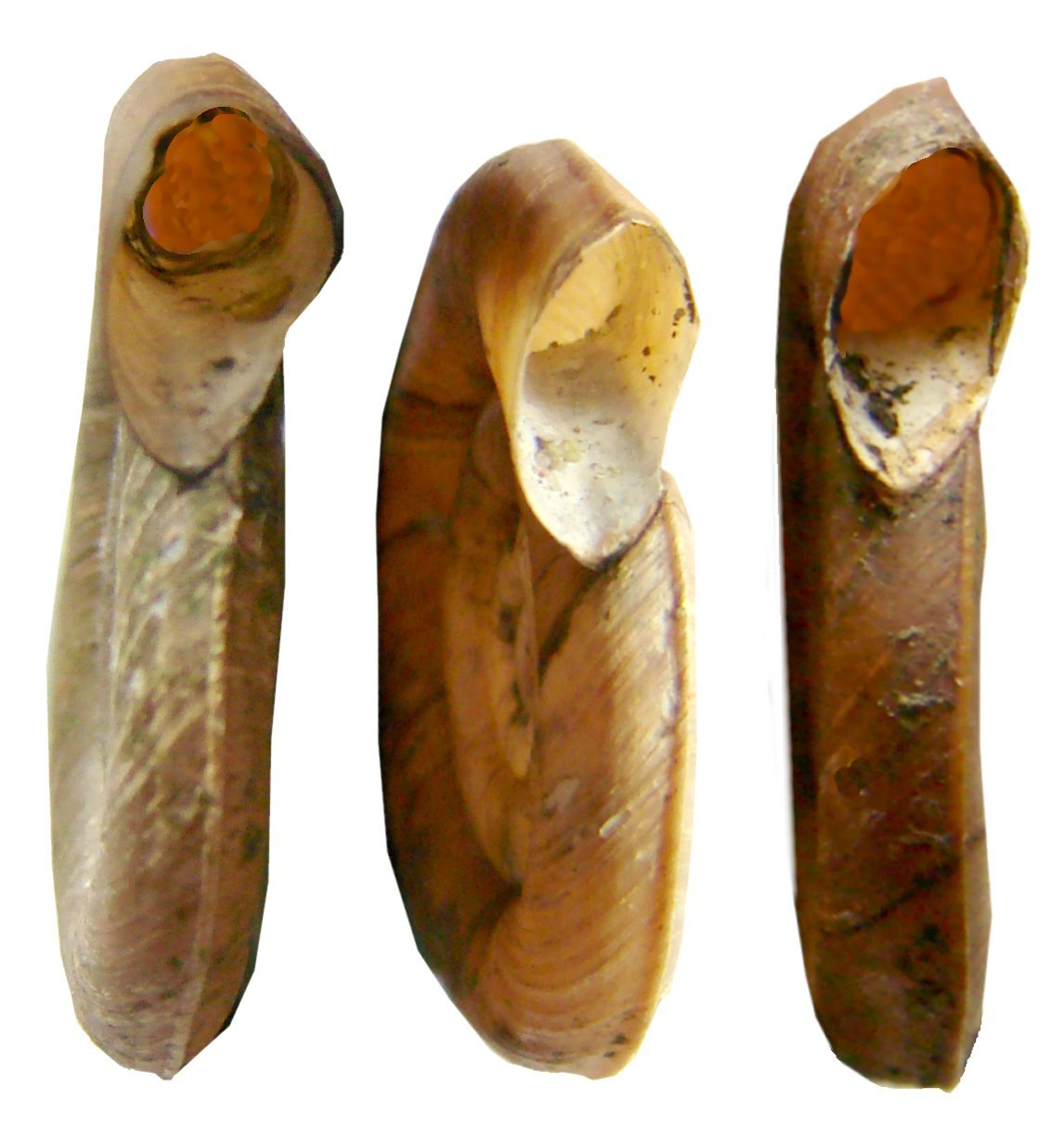
Otwory muszli

Muszla jasnorogowa, połyskująca z prążkami przyrostów, dołem płaska z krawędzią lub obła, górą zagłębiająca się. Skrętów 4,5 do 5,5, otwór zwykle eliptyczny z białą wargą. Szerokość 5–7, rzadko do 8 mm, grubość 1,2 do 1,8 mm. Niektóre muszle osiągają grubość 2,2 mm. Ciało ciemno ubarwione ze znacznie jaśniejszymi czułkami.
Gatunek palearktyczny, występujący od Europy Zachodniej i Północnej na południe po Włochy i na wschód po Syberię.
Ślimak żyje w drobnych zbiornikach wodnych o mulistym dnie, rowach o słabym przepływie i gęstej roślinności. Najliczniej występuje w północnej i środkowej Polsce, na południu notowany z pojedynczych stanowisk (gatunek słabo zbadany). 
Przypisywana mu odporność na wysychanie może być cechą mylonego z nim Anisus leucostomus.
Jaja składa w 2 mm kokonach po ok. 15 szt. Jeden ślimak składa ok. 85 jaj. Po 2 tygodniach (zależnie od temperatury wody), w kwietniu, wykluwają się młode wielkości 0,5–0,6 mm. Do rozrodu przystępują w następnym roku. Odżywiają się glonami i rozkładającymi się szczątkami roślin. Żyją ok. 2 lat.